# سبدنشین جلوچشم‌سیاه
سبدنشین جلوچشم‌سیاه (نام علمی: Cisticola nigriloris) نام یک گونه از سرده سبدنشین است.